# Cimetière des Mathurins
Le cimetière des Mathurins est un ancien cimetière disparu pour les religieux de l'ordre des Trinitaires à Fontainebleau, en France. À proprement parler, il représenterait le premier cimetière de la ville.

## Histoire
La plus ancienne mention que l'on peut retrouver de ce lieu se trouve dans le dénombrement du « fief de l’église de Trinité de Fontainebleau » présenté à la Chambre des Comptes le 3 avril 1382 : « Item, comme le roy sainct Loys donna la chapelle dessusdite avecque ses appartenances à l’ordre de la saincte trinité et fonda ladite maison contenant environ XI arpens de pré, tan en moustier dortoir cloistre salles et audits maisons sont clos de murs et un petit cymetiere devant la porte… ».
On retrouve également une mention dans les Comptes des bâtiments du Roi : à la suite du devis de 1528, des travaux de réédification du château, y est inscrit un engagement de Gilles Le Breton, maçon et tailleur de pierre. Ce dernier promet « de faire aussy tous les ouvrages de maçonnerie qu’il conviendra faire pour restablir le vieil corps d’hostel qui souloit estre applicqué à lospital, estant entre ladite basse court et la rue, à l’endroict de la place et carrefour du cimetière... »,.
Ce cimetière aurait été supprimé au profit d'un autre lieu d'inhumation, communément appelé « cimetière de la rue des Petits-Champs ».

## Suppositions sur l'emplacement

### Omission d'Antoine-Laurent Castellan
Dans son ouvrage Fontainebleau, études pittoresques et historiques, Antoine-Laurent Castellan reconstitue un plan du château et de ses entours avant François Ier. Il pose bien à sa place l’ancienne chapelle de la Sainte-Trinité qu’il borde étrangement d’un cloître, et entoure de jardins clos de murs fortifiés, mais omet toutefois de placer un cimetière.

### Présentation de Jacques-Joseph Champollion et Paccard
Dans son ouvrage Monographie du palais de Fontainebleau, Jacques-Joseph Champollion, dit Champollion-Figeac, archéologue, présente un plan du château et d’une partie du bourg avant François Ier, établi par l’architecte Paccard,.
Ainsi, Paccard situe la « place et carrefour du cimetière » évoquée par Le Breton, au niveau du début de la rue Grande et pour justifier l’appellation de « place », il lui donne une largeur démesurée. Il place donc le cimetière à l'endroit de l'actuel hôtel de ville.

### Mention de Paul Domet
Dans son ouvrage Histoire de la forêt de Fontainebleau paru en 1873, Paul Domet donne les indications suivantes :

« D’un autre côté, sous Louis XVIII, une certaine surface fut distraite du Domaine, en fait, sinon en droit, dans les circonstances suivantes, et la chose peut être considérée maintenant comme définitive : le cimetière de Fontainebleau occupait, avant François Ier, la partie nord est de la cour actuelle des cuisines ; plus tard, on le supprima, et il ne fut sans doute pas remplacé […] »

D'après Plouchart, il aurait sans doute pris cette indication depuis l'ouvrage de Champollion-Figeac.

### Hypothèse d'Eugène Plouchart

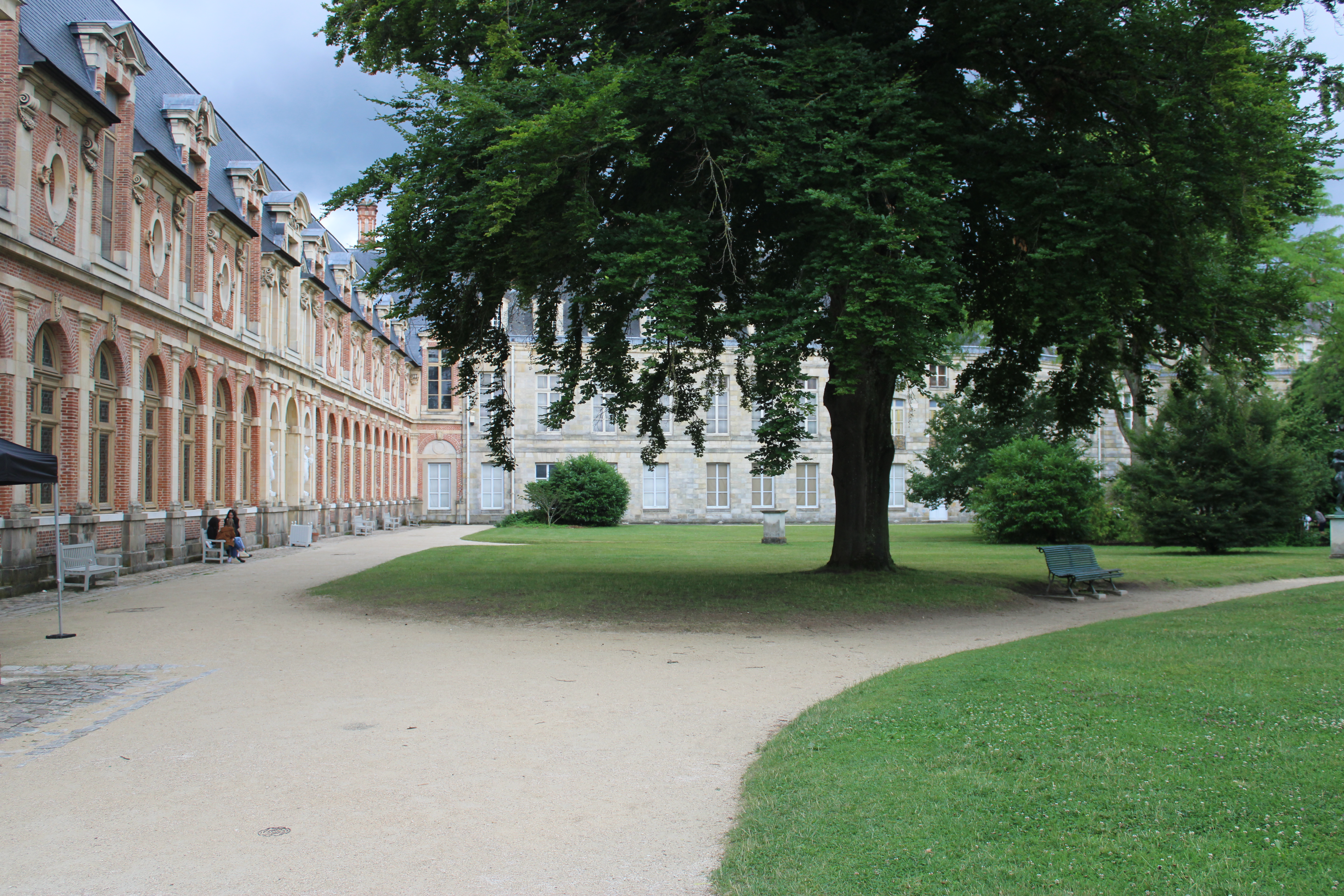
Partie sud-est du jardin de Diane, depuis la partie nord-est, en 06 2021

Eugène Plouchart-Duclay, fonctionnaire des P.T.T. qui a déjà produit plusieurs études sur l'histoire locale, présente une communication sur ce cimetière au cours d'une réunion de la Société historique et archéologique du Gâtinais. Celle-ci a lieu le 13 mai 1923 à l'hôtel de ville de Fontainebleau.
Il expose les différentes mentions de celui-ci et critique le défaut d'informations des plans de Paccard, qu'il qualifie de « plan de fantaisie » et d'« incontrôlable » étant donné un rapport à l'échelle aux plans de Charles Colinet ne satisfaisant pas de manière cohérente l'emplacement affirmé. Après une mise en contexte de l'historique des jardins bordant le château, il finit par conclure qu'on peut localiser le cimetière des Mathurins « au sud-sud-est du jardin de Diane ».

## Fouilles archéologiques dans le périmètre

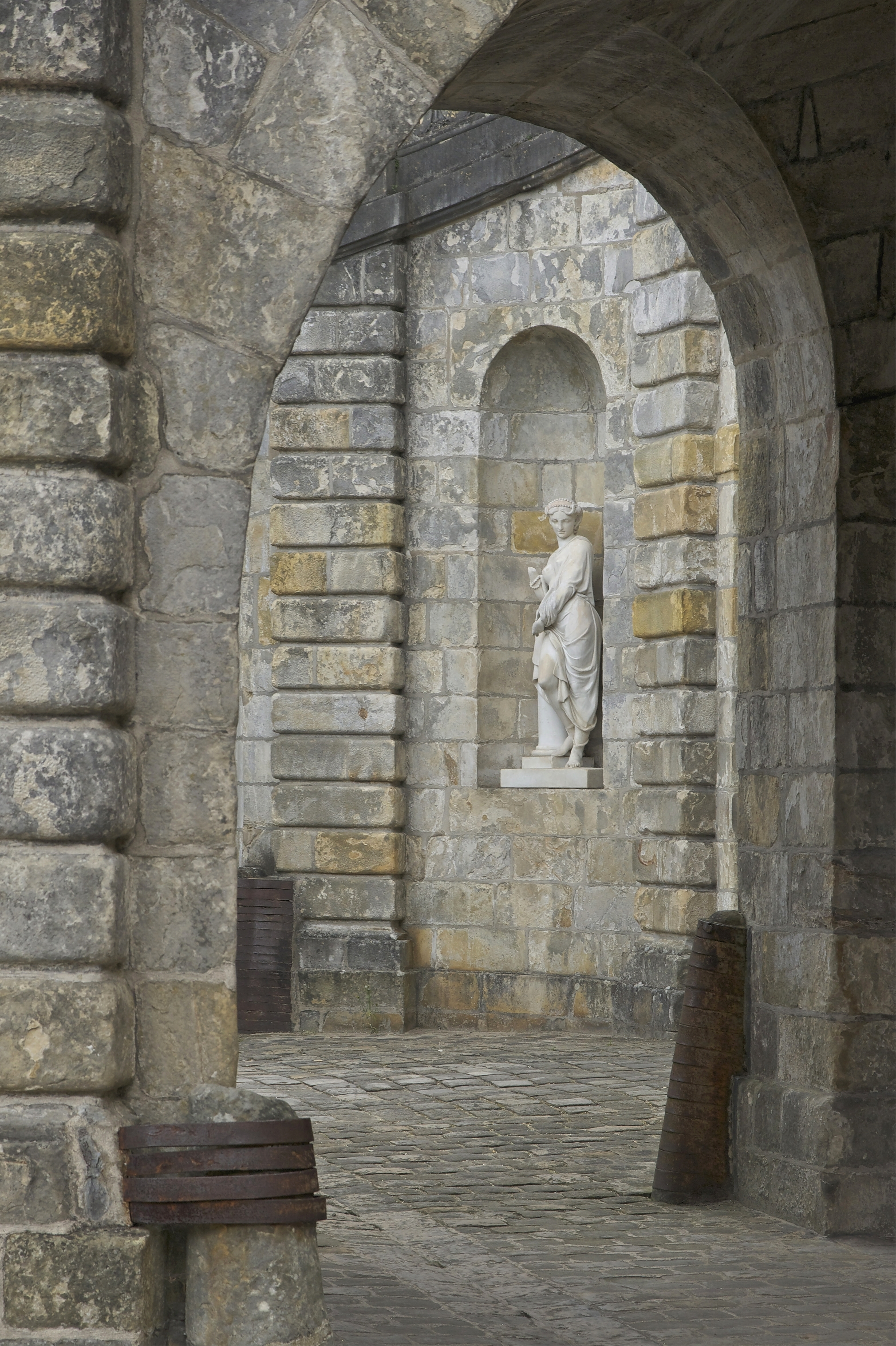
Dessous de l'escalier en Fer-à-Cheval, en 05 2012

Des études en vue de la restauration de l'escalier en Fer-à-Cheval sont entamées en 2015, au château de Fontainebleau. Cet escalier a été construit entre 1632 et 1634 et a succédé à un premier escalier achevé peu avant 1559 par Philibert Delorme.
En 2018, une campagne de mise aux normes des installations techniques de la cour du Cheval-Blanc est menée, ce qui engendre une sollicitation de l'Institut national de recherches archéologiques préventives − qui mène déjà des recherches depuis 2016 − pour un diagnostic archéologique qui sera effectué pendant plus d'un mois, en février et mars. Au cours de celui-ci, on retrouve des vestiges de l'abbaye des Trinitaires et des ossements humains, à une cinquantaine de centimètres sous le sol. « Si les investigations en cours n'ont pas permis d'en connaître l'étendue exacte ni l'orientation de son église, la présence d'un cimetière à l'emplacement de l'escalier actuel a bien été confirmé ». Les archéologues précisent : « Nous avons retrouvé de tout-petits ossements, mais nous ne savons pas de quand ils datent ». En fin de compte, ce sont deux sépultures médiévales datant du règne de Louis IX, dit Saint Louis, qui ont été retrouvées au pied de cet escalier.
À ce stade, les recherches n'ont pas permis d'établir strictement des liens avec une structure particulière, et il est donc incertain s'il s'agirait bien des restes du cimetière des Mathurins.